# St. Johns River
De St. Johns River is met 499 km de langste rivier van Florida. De rivier ontspringt nabij Blue Cypress Lake in Indian River County op een hoogte van 8 meter. De rivier kent dus een erg traag verval. Het stroomgebied van de St. Johns River beslaat 16% van het landoppervlak van Florida. De rivier stroomt noordwaarts en mondt uit in de Atlantische Oceaan in de buurt van Jacksonville.
De bovenloop van de St. Johns River loopt door moerassen en ondiepe meren. Na de samenloop met de Econlockhatchee wordt de rivier breder en kent hij een groter verval. De rivier stroomt vervolgens door Ocala National Forest en Lake George. Na de samenvloeiing met de Ocklawaha, de grootste zijrivier, begint de benedenloop van de St. Johns River. Op sommige plaatsen is de rivier meer dan drie kilometer breed. Nabij de monding kent de rivier een sterke getijdenwerking. Aan de oevers is er veel industrie en kent de rivier een breed vaarkanaal.